# Eva Matějovská
Eva Matějovská (* 17. února 2000 Jilemnice) je česká zpěvačka, herečka, skladatelka a zakladatelka hudební školy Academy Of Music.

## Životopis
Eva Matějovská se narodila 17. února 2000 v Jilemnici. Její pěvecká kariéra začala v pěvecké soutěži Novopacký slavíček. V roce 2009 se zúčastnila pěveckých soutěží, a to Velišský slavíček, kde obsadila 2. místo, a v pěvecké soutěži Zlatý Slavíček se umístila na 1. místě. V roce 2011 a 2012 se zúčastnila pěvecké soutěže Česko zpívá, kterou v roce 2012 díky posluchačům Českého rozhlasu vyhrála. Jako odměnu dostala profesionální fotografie a možnost natočení prvního singlu s videoklipem Oheň a růže. Klip byl vysílán i na TV Óčko, kde ho Eva také představila v pořadech Mixxxer a Bravo TV. Ve stejný rok uspěla v anketě Český slavík 2012, kde obsadila 59. místo. O tři roky později, roku 2015, se ve stejné anketě dostala na 32. místo. V únoru 2016 nazpívala titulní píseň „Lupiči“ k filmové pohádce Řachanda. V letech 2017 a 2018 vystupovala s Big Bandem Felixe Slováčka. Na podzim 2017 se Eva stala součástí hudebního seskupení Pospolu u stolu (Ondřej Škoch, Štěpán Škoch, Petr Kužvart, Darek Král, Petr Tichý a Jan Linhart). S rockovým edukačním programem vystupují na školách a festivalech. V roce 2018 byla předskokankou s vlastní kapelou na turné Ewy Farné.
V muzikálovém filmu Andílci za školou Eva ztvárnila jednu z hlavních rolí(Majda). Zde hraje po boku Michala Davida, Kateřiny Brožové, Pavla Trávníčka, Filipa Blažka, Petra Koláře a dalších. 
Od roku 2018 zasedá v porotě mezinárodní pěvecké soutěže Česko Zpívá v Trutnově.
Je hrdou patronkou Nadačního fondu Jonášek, který pomáhá onkologicky nemocným dětem.
V roce 2021 natočila s hudebním projektem Edurockshow 10 hudebních dílů pro ČT Déčko - Ke Stolu! Servíruje Servác! 
Vzdělání
V roce 2019 odmaturovala s vyznamenáním na SOŠPg v Nové Pace.  
Od roku 2019 studovala na Univerzitě Karlově v Praze, kde v roce 2022 složila státní závěrečnou zkoušku v bakalářském studiu. Nyní zde dokončuje magisterské studium. 
Academy Of Music
Eva je zakladatelkou hudební školy Academy Of Music. Učí populární zpěv, pořádá hudební workshopy a letní hudební tábory.   

## Filmografie
- 2016 – Řachanda
- 2020 – Andílci za školou

## Diskografie
- Vánoční planeta
- Chci se smát
- Akce holčičí
- Lupiči (z filmu Řachanda)
- Oheň a růže
- Čekal jsi víc
- Můj anděl tě chrání
- Táta
- Na vršku pyramidy
- V pohádkách
- Tak si běž
- Tažní ptáci
- Curious
- Vánoční přání
- Nejsi v tom sám
- Nejsem jediná

Zdroj: